# Église en bois de la Nativité-de-la-Mère-de-Dieu de Četereže
Pour les articles homonymes, voir Église de la Nativité-de-la-Mère-de-Dieu.
L'église en bois de la Nativité-de-la-Mère-de-Dieu de Četereže (en serbe cyrillique : Црква брвнара Рођења Пресвете Богородице у Четережу ; en serbe latin : Crkva brvnara Rođenja Presvete Bogorodice u Četerežu) est une église orthodoxe serbe située à Četereže, dans la municipalité de Žabari et dans le district de Braničevo en Serbie. Elle est inscrite sur la liste des monuments culturels protégés de la république de Serbie (identifiant no SK 564).

## Présentation
La vieille église en bois a été construite en 1805 et est considérée l'un des plus anciens édifices relieux de ce type. Elle est située à l'extérieur de la localité, sur la route reliant Žabari à Petrovac na Mlavi. Sur son vaste parvis, une autre église a été construite en 1854, elle aussi dédiée à la Nativité de la Mère de Dieu et elle aussi classée.
L'église en bois est constituée d'une nef unique prolongée par une abside demi-circulaire à l'est et précédée par un porche rectangulaire à l'ouest ; le porche ouvert est soutenu par trois piliers en bois. À l'intérieur, la voûte en berceau n'a pas été conservée, si bien qui les éléments structurels du toit sont complètement visibles ; la division intérieure est celle séparant la nef du chœur. Les murs sont constitués de planches de chêne soutenues par des piliers en bois ; ils reposent sur des fondations en pierres ; à une époque, ils étaient recouverts à l'extérieur  par un mortier de boue et blanchis. Le toit en pente douce, arrondi dans la partie de l'abside, est recouvert de tuiles.
L'iconostase est très simple et peinte en noir. À son sommet se trouvent deux icônes ovales, dont l'une représente la Mère de Dieu et l'autre Saint Jean le Théologien et la Crucifixion.
L'église a été démolie en 2000 et, à sa place, a été édifiée une nouvelle église dotée d'une structure en béton armé recouverte de bois. Ses dimensions sont à peu près les mêmes que celles de l'ancienne église ; en revanche, l'apparence de l'ensemble a été complètement modifié. La nouvelle église est dotée d'une abside et d'un porche demi-circulaires ; un toit massif et pentu recouvre l'église, recouvert de bardeaux. L'actuelle église en bois de Četereže se présente comme une copie miniature de celle du monastère de la Contrition de Staro Selo et n'est véritablement reliée à la vieille église que par son emplacement.